# Informe ambiental
El Informe ambiental (IA) es un instrumento preparado por la oficina nacional o regional encargada del control y supervisión de las condiciones ambientales de su área de influencia. A partir de la década de 1970, los Informes Ambientales han ido evolucionando en busca de ser más objetivos, precisos y confiables en la evaluación de la condición del ambiente, y en facilitar su lectura e interpretación por parte de todos los sectores de la sociedad.
Se definen varios indicadores ambientales, como las variables medibles, de manera directa o indirecta, que permiten reflejar o dar a entender la condición (cuantitativa o cualitativa) de los recursos naturales o la calidad del ambiente.  
La elaboración periódica de los IA a través  del sistema de indicadores se pretende cumplir con los siguientes propósitos:
- Apreciar, anticipar y evaluar tendencias del ambiente.
- Comparar escenarios a través del tiempo y el espacio.
- Identificar o asignar prioridades para establecer política pública y planificar.

En general en los Informes ambientales se utilizan indicadores en las siguientes áreas: agua, suelo, aire, energía, sistemas naturales y ruido.